# 阿巴伊·塔库尔
阿巴伊·塔库尔（1969年9月1日—），印度外交官，現任印度駐緬甸大使，曾任印度駐尼日利亞高級專員兼駐貝寧、喀麥隆、乍得和西非國家經濟共同體、印度駐毛里求斯高級專員、印度駐胡志明市總領事等職務。

## 經歷
阿巴伊·塔庫爾於1969年9月1日出生於賴布爾。他畢業於那格浦爾國立理工學院，並於印度管理研究所孟買分校（前稱国立工业工程学院）獲得碩士學位。
在1992年加入印度外事服務部之前，他曾在印度聯合利華公司短暫工作過。塔庫爾的早期外交任務包括在印度駐莫斯科大使館（1992年至1994 和 2005年至2008年）、駐倫敦高級專員公署（1998年至2001年）和駐特拉維夫大使館（2001年至2005年）中擔任不同職務，之後他於2010年至2013年期間擔任印度駐胡志明市總領事。在新德里的印度外交部總部，塔庫爾曾於2008年至2010年期間擔任外交部長辦公室副司長，並於2013年至2016年擔任北方司聯秘，負責處理尼泊爾和不丹事務。
2016年7月20日，塔庫爾被任命印度駐毛里求斯高級專員。他於2016年8月11日至2019年1月2日期間擔任印度駐毛里求斯高級專員。塔庫爾任期內，印度在毛里求斯的援建項目，如地铁快线、新最高法院大楼、新耳鼻喉医院和社会住房等正在實施，兩國進行了一系列高層交流，兩國的全面经济合作与伙伴关系协定舉行了七輪談判，文本已接近定稿；印度還於2017年3月制定了涵蓋印度裔毛里求斯人的印度海外公民身份卡計劃。
2018年11月12日，塔庫爾被任命爲下一任印度駐尼日利亞高級專員。2019年1月至2021年12月期間，擔任印度駐尼日利亞高級專員，同時兼任駐貝寧大使、駐喀麥隆高級專員、駐乍得大使和常駐西非國家經濟共同體代表。隨後，於2021年至2024年期間，塔庫爾擔任印度外交部的G20特別輔祕，負責所有G20的實質性事務，包括印度在2023年擔任G20主席國期間的相關工作。
2024年初，媒體報導據知情人士透露，阿巴伊·塔庫爾將被任命爲印度駐俄羅斯大使。3月26日，塔庫爾被任命爲下一任印度駐緬甸大使。他於4月29日就任。5月10日，向緬甸國家元首敏昂莱遞交國書。

## 個人生活
阿巴伊·塔庫爾精通英語和印地語，並且會說俄語。與妻子是蘇拉比·塔庫爾（Surabhi Thakur）育有一子一女。